# David Hussey
Pour les articles homonymes, voir Hussey.
David John Hussey (né le 15 juillet 1977), parfois surnommé Huss, est un joueur de cricket international australien. Frère cadet de Michael Hussey et spécialisé en tant que batteur comme lui, il a disputé son premier Twenty20 International avec l'équipe d'Australie le 1er février 2008 contre l'Inde. En club, il joue avec les Victorian Bushrangers en Australie et avec le Nottinghamshire en Angleterre.

## Carrière
Frère cadet de Michael Hussey, David s'illustre pour la première fois lors de sa première saison pleine de first-class cricket, en 2003-04 avec un innings de 212* runs avec les Victorian Bushrangers contre les New South Wales Blues en Pura Cup. Il finit la saison avec 857 runs à la moyenne de 61 runs par innings. Il joue ensuite la saison 2004 anglaise avec le Nottinghamshire et y marque 1208 runs. Il est moins prolifique la saison qui suit, en 2004-05 avec Victoria et perd sa place dans l'équipe de Pura Cup. Il retrouve sa forme lors de la saison anglaise qui suit, marquant 1231 runs pour le Nottinghamshire, qui remporte le County Championship cette année-là. Il est à nouveau peu efficace en Pura Cup en 2005-06 mais brille en limited overs cricket. En 2006, il marque 1103 runs pour le Nottinghamshire à la moyenne de 50.13 runs par innings. Il est enfin à nouveau efficace en Pura Cup lors de la saison 2006-07, finissant meilleur batteur de son équipe avec 911 runs à la moyenne de 53.58 runs par innings. Lors de la saison 2007 anglaise, il s'illustre en marquant son meilleur total en un innings, 275 runs, contre l'Essex.
Il débute avec l'équipe d'Australie le 1er février 2008 lors d'un Twenty20 International joué et gagné contre l'Inde. Il n'est pas amené à battre durant la partie mais réussit à prendre un wicket. Le 20 février de la même année, il réussit le deuxième century le plus rapide marqué en Ford Ranger One Day Cup, atteignant les 100 runs en 60 balles. Le même jour, les enchères organisées par l'Indian Premier League lui permettent d'obtenir un contrat de 3 ans avec les Kolkata Knight Riders et un salaire annuel de 675 000 US$ dans cette compétition.
Il est élu meilleur joueur de la saison 2007-08 du KFC Twenty20 Big Bash. Meilleur marqueur de runs des Bushrangers à la fois en Pura Cup, dans la Ford Ranger One Day Cup et dans le KFC Twenty20 Big Bash au cours de cette même saison, il reçoit le trophée de meilleur joueur de son équipe dans chacune de ces trois compétitions. Il est sélectionné pour la tournée de mai 2008 de l'équipe d'Australie dans les Indes occidentales en One-day International. Il obtient son premier contrat avec Cricket Australia pour la saison 2008-09, devenant ainsi l'un des 25 « contracted players » de la fédération australienne.
David Hussey est encore sous contrat avec le Nottinghamshire pour les saisons 2008 et 2009.

## Principales équipes
- Victoria
  - First-class cricket : 2002-03 - 2007-08
  - List A cricket : 2002-03 - 2007-08
  - Twenty20 : 2005-06 - 2007-08
- Nottinghamshire
  - First-class cricket : 2004 - 2007
  - List A cricket : 2004 - 2007
  - Twenty20 : 2004 - 2007
- Kolkata Knight Riders : 2008

## Sélections
Statistiques à jour au 23 juin 2008
- 2 sélections en Twenty20 International (2008 - ).

## Récompenses individuelles
- Meilleur joueur du KFC Twenty20 Big Bash en 2007-08[4]